# Daniel Kandi
Daniel Kandi (Aalborg, 29 de noviembre de 1983) es un DJ, productor y remixer danés especializado en el género trance. Está dentro del sello Anjunabeats. Se dio a conocer en la escena de la música trance con el lanzamiento del sencillo "Breathe" en 2006. En 2010, alcanzó el número 77 siendo su mejor ubicación en la lista anual realizada por la revista DJmag.

## Programa de radio
Daniel Kandi es el locutor del programa semanal Always Alive, transmitido en vivo.

## Discografía
| - 2006 Daniel Kandi - Breathe (Anjunabeats) - 2007 Daniel Kandi - Child (Anjunabeats) - 2007 Daniel Kandi - Nova (Anjunabeats) - 2007 Daniel Kandi - Make Me Believe (Anjunabeats) - 2007 Daniel Kandi - I Found The Way (Anjunabeats) - 2007 Daniel Kandi - Turnmills (Fundamental Recordings) - 2007 Daniel Kandi - Soraya (Fundamental Recordings) - 2007 Daniel Kandi - Out Of Sight - 2010 Daniel Kandi - Venice Beach (Anjunabeats) - 2010 Daniel Kandi - Everything Counts (Red Force Recordings) - 2010 Daniel Kandi - Forgive Me (Anjunabeats) - 2010 Daniel Kandi - Piece of Me (Anjunabeats) - 2010 Daniel Kandi pres. Timmus - Symphonica (Streamlined Recordings) - 2011 Daniel Kandi - Promised (Always Alive Recordings) - 2011 Daniel Kandi - Soul Searchin (Anjunabeats) - 2011 Daniel Kandi - Just For You (Anjunabeats) - 2011 Daniel Kandi pres. 147 - Insert Generic Title (Enhanced Recordings) - 2011 Daniel Kandi - Saggitarius - 2012 Daniel Kandi - 3 Strikes UR In (Always Alive Recordings) - 2012 Daniel Kandi feat. Sarah Rusell - Change The World (Enhanced Recordings) - 2012 Daniel Kandi - Fade - 2013 Daniel Kandi - Trancefamily (Always Alive Recordings) - 2014 Daniel Kandi - Better Late Than Never (Always Alive Recordings) - 2016 Daniel Kandi - Number One (Always Alive Recordings) - 2017 Daniel Kandi - What Happens When We End (Always Alive Recordings) - 2018 Daniel Kandi - Finding Carl (FSOE Fables) - 2018 Daniel Kandi - Gett Off (AVA White) - 2020 Daniel Kandi - Nova II (The Second Journey) (Always Alive Recordings) - 2005 Jamie P vs. Aurelius feat. David Hughes - Sorrow (Intrenze) - 2007 Kris O'Neil vs. D.Kandi - Back Home (Mondo Records) - 2008 Kandi & Neumann - Lovin' Feeling (Anjunabeats) - 2008 Kandi & Neumann - Let Go (Anjunabeats) - 2008 Daniel Kandi & Robert Nickson - Liberate (A State of Trance) - 2008 Daniel Kandi & Robert Nickson - Rewire (A State of Trance) - 2008 Daniel Kandi & Mac Present Aurelius Feat. Jimmy Somerville - Safe - 2009 Phillip Alpha & Daniel Kandi- Sudden Changes (Enhanced Recordings) - 2010 Daniel Kandi & Martijn Stegerhoek - Australia (Enhanced Recordings) - 2010 Daniel Kandi & Martijn Stegerhoek - As One (Enhanced Recordings) - 2010 Phillip Alpha & Daniel Kandi - Sticks & Stones (Enhanced Recordings) - 2010 Phillip Alpha & Daniel Kandi - Valente (Enhanced Recordings) - 2011 Phillip Alpha & Daniel Kandi – If It Ain’t Broke (Enhanced Recordings) - 2011 Phillip Alpha & Daniel Kandi - Don't Fix It (Always Alive Recordings) - 2011 Boom Jinx & Daniel Kandi - Azzura - 2012 Ferry Tayle & Daniel Kandi - Flying Blue - 2012 Aligator & Daniel Kandi – The Perfect Match (GatorRecords) - 2013 Daniel Kandi & Jack Rowan - Arigatou (Enhanced Recordings) - 2014 Daniel Kandi & Markus Wilkinson - Cityscape (Always Alive Recordings) - 2015 Daniel Kandi & Matt Chowski - Ch00n! (Always Alive Recordings) - 2015 Daniel Kandi & Zack Mia - Spectre (Always Alive Recordings) - 2015 Daniel Kandi & Max Braiman - Sky0cean! (Always Alive Recordings) - 2016 Daniel Kandi & Joel Spencer - When Dreams Become Reality (Always Alive Recordings) - 2016 Daniel Kandi & Markus Wilkinson - Open Road (Always Alive Recordings) - 2016 Daniel Kandi feat. Seaways & Sollito - Together (Always Alive Recordings) - 2016 Daniel Kandi feat. Miroslav Vrik - You & Me (Always Alive Recordings) - 2016 Daniel Kandi & Zack Mia - Sector7 (Always Alive Recordings) - 2017 Daniel Kandi vs. Witness45 - Yangtze River (Always Alive Recordings) - 2017 Daniel Kandi & Dreamy – Match Made In Heaven (Always Alive Recordings) - 2017 Daniel Kandi & André Visior - Freedom (Always Alive Recordings) - 2017 Daniel Kandi & Forion - Holy Cow (Always Alive Recordings) - 2017 Daniel Kandi & Anders Duvald - Three Months (Always Alive Recordings) - 2017 Daniel Kandi & Exouler - New Way (Always Alive Recordings) - 2018 Daniel Kandi & Exouler - 7 Hours (Always Alive Recordings) - 2018 Daniel Kandi vs. Witness45 - Hong Kong (Always Alive Recordings) - 2018 Daniel Kandi & Exolight - Remember (Summer With You) (Always Alive Recordings) - 2019 Daniel Kandi & Boris Deckert - FL390 (Always Alive Recordings) - 2019 Daniel Kandi & Lasse Macbeth - That's All You Get (Always Alive Recordings) - 2020 Daniel Kandi & A.R.D.I. - Rise Again (We Shall Overcome) (A State Of Trance) - 2020 Daniel Kandi & Boris Deckert - Concorde (On The Edge) (Always Alive Recordings) - 2020 Daniel Kandi & Erika K - Caro (Always Alive Recordings) - 2021 Daniel Kandi & Prox - Space Tonic (Always Alive Recordings) |

### Remixes
| Como Daniel Kandi - 2002 Catch - Keep On (Singing La La) (Daniel Kandi Top Dog Remix) (Dance Pool) - 2006 Above & Beyond - Can't Sleep (Daniel Kandi Remix) (Anjunabeats) - 2006 Sunny Lax - M.I.R.A. (Daniel Kandi Remix) (Anjunabeats) - 2007 Inez - Walk Away Tonight (Daniel Kandi's 147 Maximum Remix) (Border Breakers) - 2007 Inez - Stronger (Daniel Kandi Remix) (Border Breakers) - 2007 Sunny Lax - Blue Bird (Daniel Kandi Remix) (Anjunabeats) - 2007 Tranzident & Peter Dubs - Drift (Daniel Kandi & Mark Andréz Rushed Mix) (Sonar Eclipse Recordings) - 2007 Evbointh - One Wish (Daniel Kandi & Mark Andréz Remix) (Anjunabeats) - 2007 Plastic Angel - Try Walking In My World (Daniel Kandi Rising Mix) (Afterglow Records) - 2007 Amurai vs. Static Blue - After The Sunrise (Daniel Kandi Rising Remix) (Alter Ego Records) - 2007 Luke Warner & Mat Lock - Deep Psychosis (Daniel Kandi's Cure Mix) (DJSA Records) - 2008 Sebastian Brandt - Technology (Daniel Kandi's Darker Remix) (A State Of Trance) - 2008 Masters & Nickson feat. Justine Suissa - Out There 2008 (5th Dimension) (Daniel Kandi Bangin' Remix) (Soundpiercing) - 2008 Maor Levi - Lital (Daniel Kandi Remix) (Anjunabeats) - 2008 Andy Blueman - Time To Rest (Daniel Kandi Remix) (Perceptive Recordings) - 2008 Alex M.O.R.P.H. feat. Katie Marne - Spirit (Daniel Kandi Remix) (Vandit Digital) - 2008 Kiholm - Fragile (Daniel Kandi's Emotional Mix) (Neuroscience Recordings) - 2008 Andy Tau - The Path (Rozza vs. Daniel Kandi Remix) (Infrasonic Recordings) - 2008 Rapha - Pandora (Daniel Kandi's Emotional Mix) (Sensate Europe) - 2008 Sundriver - City Lights (Daniel Kandi Remix) (Anjunabeats) - 2008 Paul Miller pres. Motion Blur - One More Time (Daniel Kandi Bangin' Mix) (Tetsuo) - 2009 Above & Beyond pres. OceanLab - On A Good Day (Daniel Kandi Remix) (Anjunabeats) - 2009 A.M.R - Sand Dunes (Daniel Kandi Club Mix) (Enhanced Recordings) - 2009 Rapha & Reminder - Beyond The Clouds (Daniel Kandi's 147 Club Mix) (Afterglow Records) - 2009 Deep Care - Blacks (Daniel Kandi Lifted Remix) (Infrasonic Recordings) - 2010 OceanLab vs. Mike Shiver - If I Could Fly On The Surface (Alex M.O.R.P.H. Remix) (Daniel Kandi Mashup) (Anjunabeats) - 2010 Ferry Tayle & Static Blue - Trapeze (Daniel Kandi Remix) (Enhanced Recordings) - 2010 Alex M.O.R.P.H. feat. Ana Criado - Sunset Boulevard (Daniel Kandi Remix) (Vandit Digital) - 2010 Ben Preston feat. Susie - Remember Me (Daniel Kandi's Flashy Tribute Mix) (Monster Tunes) - 2010 Glensk - Pacific Blue (Daniel Kandi's Bangin' Mix) (Infrasonic Recordings) - 2010 The Flyers & Mike Sonar - Supreme (Daniel Kandi Remix) (Enhanced Recordings) - 2010 Zoo Brazil feat. Rasmus Kellerman - There Is Hope (Daniel Kandi's Progressive Mix) (Magik Muzik) - 2010 Jay B & Sandra Wagner - Desire (Daniel Kandi's Classic Mix) (Breathe Music) - 2010 Faruk Sabanci - Himalaya (Daniel Kandi's Rise Mix) (Arisa Audio) - 2010 SoundLift - Empty Night Street (Daniel Kandi Remix) (Blue Soho Recordings) - 2010 Talla 2XLC - Shine 2010 (Daniel Kandi's Proglift Mix) (Addicted to Trance) - 2010 Julian Vincent - Shadows the Sun (Daniel Kandi's Banging Mix) (S107 Recordings) - 2011 EDU & Cramp - Silver Sand (Daniel Kandi Remix) (Anjunabeats) - 2011 Cosmic Gate - Human Beings (Daniel Kandi Remix) (Black Hole Recordings) - 2011 Aalto - Resolution (Daniel Kandi's Solution Mix) (Anjunabeats) - 2011 Jared Knapp & Patrick de Vere feat. Neev Kennedy - Night Moves (Daniel Kandi's Emotional Mix) (Insight Recordings) - 2011 Estiva feat. Josie - Better Days (Daniel Kandi's Proglift Remix) (Enhanced Recordings) - 2011 Will Holland - Timeless (Daniel Kandi Remix)(Enhanced Recordings) - 2011 Neal Scarborough - Sequoia (Daniel Kandi's Bangin' Mix)(Subculture Recordings) - 2011 Aiera & Osiris - Supra (Daniel Kandi pres. Timmus Mix) (Blue Soho Recordings) - 2011 Ben Nicky & Casandra Fox - The one (Daniel Kandi remix) (Monster Tunes) - 2011 Gareth Emery feat. Lucy Saunders - Fight The Sunrise (Daniel Kandi Rise Mix) (Garuda) - 2011 Mark Eteson feat Audrey Gallagher - Breathe On My Own (Daniel Kandi remix)(Garuda) - 2011 Andre Visior – Moonraker (Daniel Kandi Bangin' Mix) (Breathemusic) - 2011 Ronski Speed feat. Renee Stahl – Out Of Control (Daniel Kandi Remix) (S107 Recordings) - 2011 Temple One - World Beyond (Daniel Kandi & Phillip Alpha Remix) (Enhanced Recordings) - 2011 Susana - Home (Daniel Kandi Retrofit Remix) - 2012 Poshout feat Ange – Beside Beside (Daniel Kandi's Upper Class Mix & Daniel Kandi's Dub Mix) (Timeline Music) - 2012 A.R.D.I. - Premonition (Daniel Kandi's Bigroom Mix) (Silent Shore Records) - 2013 Tritonal feat. Meredith Call - Broken Down (Daniel Kandi Remix) - 2013 Andy Moor & Ashley Wallbridge feat. Gabriela - World to Turn (Daniel Kandi's Bangin' Mix)(AVA Recordings) - 2013 Estiva & Cardinal feat. Arielle Maren - Wait Forever (Daniel Kandi's Bangin' Remix) (Enhanced Recordings) - 2013 Solarstone & Clare Stagg - Jewel (Daniel Kandi's Emotive Mix) (BlackHole Recordings) - 2013 Adam Navel - Supersensible (Daniel Kandi's Bangin' Remix) (Always Alive) - 2013 JayB - Pegasus (Daniel Kandi Remix) (Enhanced Recordings) - 2014 Ana Criado & Adrian&Raz - How Will I Know (Daniel Kandi & Dennis Pederson Remix) - 2014 LTN, Dan & Sam - The 7th Arc (Daniel Kandi Remix) - 2014 NoMosk & Roman Messer feat. Christina Novelli - Lost Soul (Daniel Kandi Remix) - 2016 LTN feat. Christina Novelli – Hold On To Your Heart (Daniel Kandi Remix) | Como Hit'n'Run (con Fritz Niko) - 2004 TV-2 - Big Time Og Honning (Hit 'n' Run Cool Tempo Mix) (EMI-Medley Denmark) - 2004 Tue West - En Sang Om Kærlighed (Hit 'n' Run Bootleg) - 2004 David Mader - Girlfriend (Hit 'n' Run Mix) (disco:wax) - 2004 Christine Milton - So Addictive (Hit 'n' Run Cool Tempo Club Mix) (BMG Denmark) - 2005 Stonebox - My Name Is Music (Hit 'n' Run Disco Mix) (Universal Music Denmark) - 2005 Mortito - Alt Det (Hit'N'Run "Subway" Extended) (Universal Music Denmark) - 2005 Sisse Marie - Boom (Hit 'n' Run Disco Mix) (Boom! Records Denmark) - 2005 Aycan - Devil In Disguise (Hit 'n' Run feat. N'Joy Remix) (The Dance Division) - 2005 Infernal - Keen On Disco (Hit 'n' Run 12" Disco Mix) (Border Breakers) - 2005 Terri Walker - Whoopsie Daisy (Hit 'n' Run So So 90's Discomix) (Mercury) - 2005 Terri Walker - This Is My Time (Hit 'n' Run Soft Disco Mix) (Mercury) - 2005 Pain & Rossini - Hands Up Everybody (Hit 'n' Run Remix) (Nustar Records) - 2006 Bent Fabric - Alley Cat (Hit & Run Remix) (Hidden Beach Recordings) - 2006 Cara Dove - Freak For Love (Hit 'n' Run Dub Club) (Border Breakers) Como Weekend Wonderz (con Fritz Niko) - 2006 Bryan Rice - No Promises (Weekend Wonderz Club Mix) (EMI Music Denmark) - 2006 Infernal - Self Control (Weekend Wonderz Club Mix) (Border Breakers) - 2006 Infernal - Ten Miles (Weekend Wondeerz Mix) (Border Breakers) - 2007 Inez - Stronger (Weekend Wonderz Remix) (Border Breakers) Como DJ Mendoza - 2003 Covergirl - Believe (Macho Mango Edit) (Pitch Music) - 2003 Covergirl - Believe (DJ Mendoza Remix) (Pitch Music) Como K-Flozz - 2002 Milc - Feel So Good (Wazari Extended) (Universal Music Denmark) (with Wazari) - 2002 RinneRadio - Kuvala (Wazari Full Blown Trancefuric Mix) (Goldmind) (with Wazari) - 2007 Cane - Walking A Line (K-Flozz Club Mix) (YAWA Recordings) - 2007 Cane - Walking A Line (Electro Club Mix) (YAWA Recordings) |